# Сьєрра-Енгарсеран
Сьєрра-Енгарсеран, Ла-Серра-д'ен-Галсеран (ісп. Sierra Engarcerán (офіційна назва), валенс. La Serra d'en Galceran) — муніципалітет в Іспанії, у складі автономної спільноти Валенсія, у провінції Кастельйон. Населення — 1032 особи (2010).

## Географія
Муніципалітет розташований на відстані близько 310 км на схід від Мадрида, 31 км на північ від міста Кастельйон-де-ла-Плана.
На території муніципалітету розташовані такі населені пункти: (дані про населення за 2010 рік)
- Ел-Брузалет: 35 осіб
- Лес-Девезес: 0 осіб
- Елс-Ібарсос: 379 осіб
- Ла-Маріна: 49 осіб
- Елс-Розілдос: 140 осіб
- Кольєт: 36 осіб
- Елс-Банкалас: 83 особи
- Елс-Пуджолс-де-Далт: 42 особи
- Сьєрра-Енгарсеран: 268 осіб

## Демографія
Динаміка населення (INE ):

## Галерея зображень

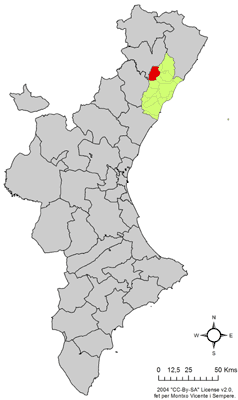
Розташування муніципалітету Сьєрра-Енгарсеран у автономній спільноті Валенсія
Розташування муніципалітету Сьєрра-Енгарсеран у комарці Плана-Альта